# Dai Fujikura
 Dai Fujikura (jap. 藤倉 大, Fujikura Dai; * 27. April 1977 in der Präfektur Osaka, Japan) ist ein japanischer Komponist.

## Leben
Dai Fujikura wurde 1977 in der Präfektur Osaka geboren und ging im Alter von 15 Jahren nach London, um am King’s College London bei George Benjamin und am Royal College of Music bei Edwin Roxburgh zu studieren.
Im Jahr 2005 erhielt er einen Kompositionsauftrag vom Lucerne Festival; das Orchesterwerk Stream State wurde unter der Leitung von Pierre Boulez uraufgeführt. Es folgten 2006 weitere Aufführungen in Deutschland, Österreich, Italien und Japan. Dai Fujikura debütierte im August 2006 bei den BBC Proms mit Crushing Twister, einem Auftragswerk der BBC für das BBC Symphony Orchestra unter der Leitung von Charles Hazlewood. Im gleichen Jahr folgte eine Aufführung des Chicago Symphony Orchestra im Rahmen der Reihe Music Now.
Zu den Ensembles und Orchestern, die Werke von Fujikura aufführen, zählen das Deutsche Symphonie-Orchester Berlin, das Symphonieorchester des Bayerischen Rundfunks, das BBC Symphony Orchestra, das Philharmonia Orchestra, das Ensemble Modern, die London Sinfonietta, das Ensemble recherche, das Klangforum Wien und das Ensemble intercontemporain.
Interpreten seiner Musik sind unter anderem Pierre Boulez, Péter Eötvös, Gustavo Dudamel, Susanna Mälkki, Jonathan Nott, Matthias Pintscher und das Arditti Quartett.
Dai Fujikura wurde mit zahlreichen Preisen ausgezeichnet, darunter der Internationale Wiener Kompositionspreis, der Hindemith-Preis im Rahmen des Schleswig-Holstein Musik Festivals und der Composition Prize der Royal Philharmonic Society.
Seit April 2014 ist Dai Fujikura für drei Jahre Composer in Residence beim Philharmonieorchester Nagoya. Im März 2015 wurde seine erste Oper Solaris nach Stanisław Lem am Théâtre des Champs-Élysées uraufgeführt. Die deutsche Erstaufführung fand im Mai 2018 am Staatstheater Augsburg statt. Seine zweite Oper Der Goldkäfer wurde im März 2018 am Theater Basel uraufgeführt. Für 2020 hat Fujikura seine dritte, groß besetzte Oper angekündigt.

## Familie
Fujikura lebt in Forrest Hill im Süden von London, ist verheiratet und Vater der Tochter Mina, nach der er auch eine CD benannt hat.

## Auszeichnungen
- 1998 Boris-Blacher-Preis[12]
- 1. Preis bei der Serocki International Composers’ Competition (1998)
- Huddersfield Contemporary Music Festival Young Composers’ Award (1998)
- Royal Philharmonic Society’s Composition Prize (2004)
- Internationaler Wiener Kompositionspreis (Claudio Abbado Kompositionspreis) (2005)
- Hindemith-Preis im Rahmen des Schleswig-Holstein Musik Festivals (2007)
- Sonderpreis des Giga-Hertz-Preises für elektronische Musik (2008)
- Otaka-Preis für sein Werk "secret forest" (2009)
- Akutagawa-Kompositionspreis für sein Werk "…as I am…" (2009)
- Kenzo Nakamura Award (2010)[1]
- Leone d'argento per l'innovazione auf der Musik-Biennale Venedig (2017)[13]

## Kompositionen (Auswahl)

### Musiktheater-Werke
- Solaris Oper (2015)
- Der Goldkäfer Oper (2018)

### Orchesterwerke
- Rare Gravity (2013) für Orchester
- Mina (2011/2012) für 5 Solisten und Orchester
- Tocar y Luchar (2010) für Orchester
- Atom (2009) für Orchester
- Ampere (2008) für Klavier und Orchester
- Vast Ocean (2005) für Orchester und Live-Elektronik
- Stream State (2008) für Orchester
- Glorious Cloud (2016/17) für Orchester

### Ensemblewerke
- Grasping (2011) für Streichorchester
- ice (2009/2010) für Ensemble
- Kontrabasskonzert (2009/2010) für Kontrabass und Kammerorchester
- Phantom Splinter (2009) für Oboe, Klarinette, Fagott und Live-Elektronik
- Frozen Heat (2008) für 13 Musiker

### Kammermusik
- Minina (2013) für fünf Instrumente
- wind skein (2013) für Oboe, Klarinette, Altsaxophon, Bassklarinette und Fagott
- being as one (2009/2010) für Sopran, Bassklarinette und Cello. Text: Harry Ross
- Phantom Splinter Lite (2009) für Oboe, Klarinette, Fagott und elektronische Zuspielung
- Streichquartett Nr. 2 flare (2009/2010)